# Gerhard Lucht

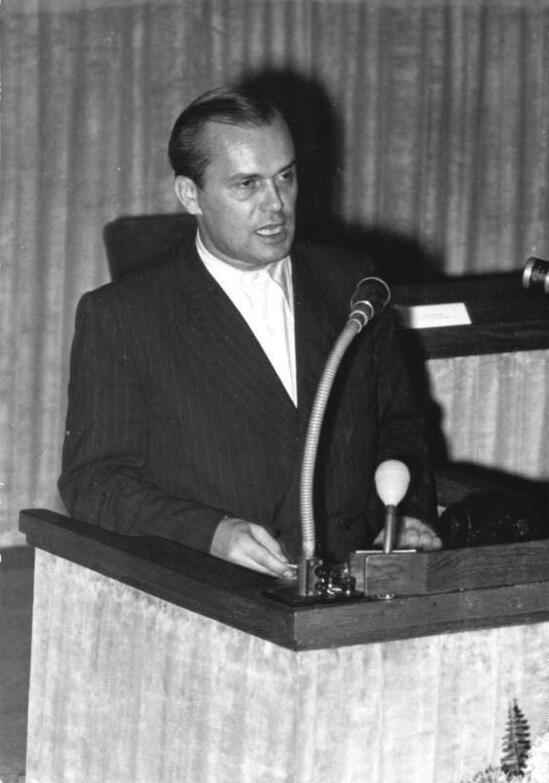
Gerhard Lucht (November 1951)

Gerhard Lucht (* 10. Juni 1913 in Berlin; † 8. September 1979 in Altlandsberg) war ein deutscher Politiker (SED). Er war von 1963 bis 1965 Minister für Handel und Versorgung der DDR.

## Leben
Lucht wurde als Sohn eines Arbeiters geboren, besuchte die Volks- und Mittelschule in Berlin, absolvierte ab 1928 eine kaufmännische Lehre und war bis 1938 als Buchhalter bei den Elektrowerken Berlin tätig. 1931 trat er der SPD bei. Von 1938 bis 1941 war er kaufmännischer Angestellter der Bergbau AG Brüx. Von 1941 bis 1945 war er Kriegsteilnehmer und geriet in amerikanische Kriegsgefangenschaft. 
Nach Kriegsende wurde er 1945 Mitglied der KPD, 1946 der SED. 1946 leitete er das Organisationsbüro zur Vorbereitung der Bildung von Konsumgenossenschaften in Sachsen-Anhalt, wurde 1946 zum Vorsitzenden des Landesverbandes Sachsen-Anhalt der Konsumgenossenschaften, 1949 zum Stellvertreter des Präsidenten und 1954 zum Präsidenten des Verbandes Deutscher Konsumgenossenschaften gewählt und war in diesem Amt bis 1963 tätig. Von 1950 bis 1963 gehörte Lucht der Volkskammer an und war unter anderem bis 1954 Mitglied im Haushalts- und Finanzausschuss, bis 1958 im Wahlprüfungsausschuss und bis 1963 im Verfassungsausschuss. Im Oktober 1963 wurde er zum Minister für Handel und Versorgung berufen. Nach seiner Abberufung als Minister war er ab Oktober 1965 Vorsitzender des Rates des Kreises Strausberg.
1958 erhielt er den Orden „Banner der Arbeit“, 1959 die Verdienstmedaille der DDR sowie den Vaterländischen Verdienstorden in Bronze.

## Veröffentlichungen
- Vorwärts im Kampf für Frieden und Wiedervereinigung. Berlin 1953.
- Die Arbeit mit den Menschen – Grundlage für die Verwirklichung der Generallinie der 7. Genossenschaftsratstagung. Berlin 1957.
- Die nächsten Aufgaben der Konsumgenossenschaften im zweiten Fünfjahrplan. Berlin 1958.